# Barbara Frydrych
Barbara Magdalena Frydrych z domu Rezner (ur. 11 listopada 1978 r. w Bystrzycy Kłodzkiej) – polska archeolog; muzealnik i menadżer kultury; w latach 2010–2013 dyrektor Muzeum Ziemi Kłodzkiej; 2013–2016 zastępca dyrektora Muzeum Miasta Gdyni; od 1 maja 2016 zastępca dyrektora Biura Prezydenta ds Kultury w Gdańsku.

## Życiorys
Urodziła się w 1978 roku w Bystrzycy Kłodzkiej, w której ukończyła kolejno szkołę podstawową oraz szkołę średnią. W 1997 roku po pomyślnie zdanym egzaminie maturalnym podjęła studia dzienne w Instytucie Archeologii Uniwersytetu Wrocławskiego, które ukończyła w 2002 roku zdobyciem tytułu zawodowego magistra na podstawie pracy pt. Importowane naczynia metalowe z ziem polskich w późnej starożytności, której promotorem był prof. dr hab. Stanisław Pazda.
Ukończyła studia podyplomowe z zakresu muzeologii na Uniwersytecie Jagiellońskim w Krakowie (2009), menadżerskie studia podyplomowe Zarządzanie Pracą na Uniwersytecie Ekonomicznym we Wrocławiu (2011) oraz studia podyplomowe Pozyskiwanie, realizacja i rozliczanie projektów europejskich na Uniwersytecie Gdańskim (2014). W roku 2013 uczestniczyła w programie wymiany zawodowo-kulturowej "Museum Management" w ramach programu International Visitor Leadership IVLP w USA.
Bezpośrednio po ukończeniu studiów magisterskich została zatrudniona w Muzeum Ziemi Kłodzkiej w Kłodzku, początkowo jako asystent muzealny. W maju roku 2010, w drodze konkursu została wybrana na stanowisko dyrektora kłodzkiego muzeum, które formalnie pełniła do końca 2013 roku. Za jej kadencji z ważniejszych wystaw prezentowano: Podróże w czasie. Dawne widoki Śląska na grafikach z kolekcji Haselbacha; Stanisław Sacha Stawiarski – Marzenie o nieistniejącym obrazie; Marianna Orańska a ziemia kłodzka; Mistrz i Uczeń – Zbigniew Horbowy; Ryszard Bilan, Historia jednego atelier fotograficznego; Kłodzko w średniowieczu oraz Chrystus narodził się w drodze do Lądka. Znaki pobożności ziemi kłodzkiej. Muzeum Ziemi Kłodzkiej poza majową Nocą Muzeów cyklicznie organizowało plenerowe Nocne Zwiedzanie Miasta z Dreszczykiem w ramach Dni Twierdzy Kłodzkiej, a także stale poszerzało swoją działalność edukacyjną. Jest autorką i współautorką wielu wystaw muzealnych, opracowań i artykułów poświęconych działalności kłodzkiego muzeum.
W październiku 2013 roku przeprowadziła się do Gdyni i objęła stanowisko zastępcy dyrektora Muzeum Miasta Gdyni; w maju 2016 roku w wyniku wygranego konkursu objęła stanowisko zastępcy dyrektora Biura Prezydenta ds Kultury w Urzędzie Miasta Gdańska. Obecnie jest dyrektorem Biura Prezydenta ds Kultury w Urzędzie Miasta Gdańska.